# Songwe (Region)
Songwe ist eine der insgesamt 31 Regionen in Tansania. Sie liegt im südwestlichen Hochland von Tansania. Die Hauptstadt ist Vwawa.

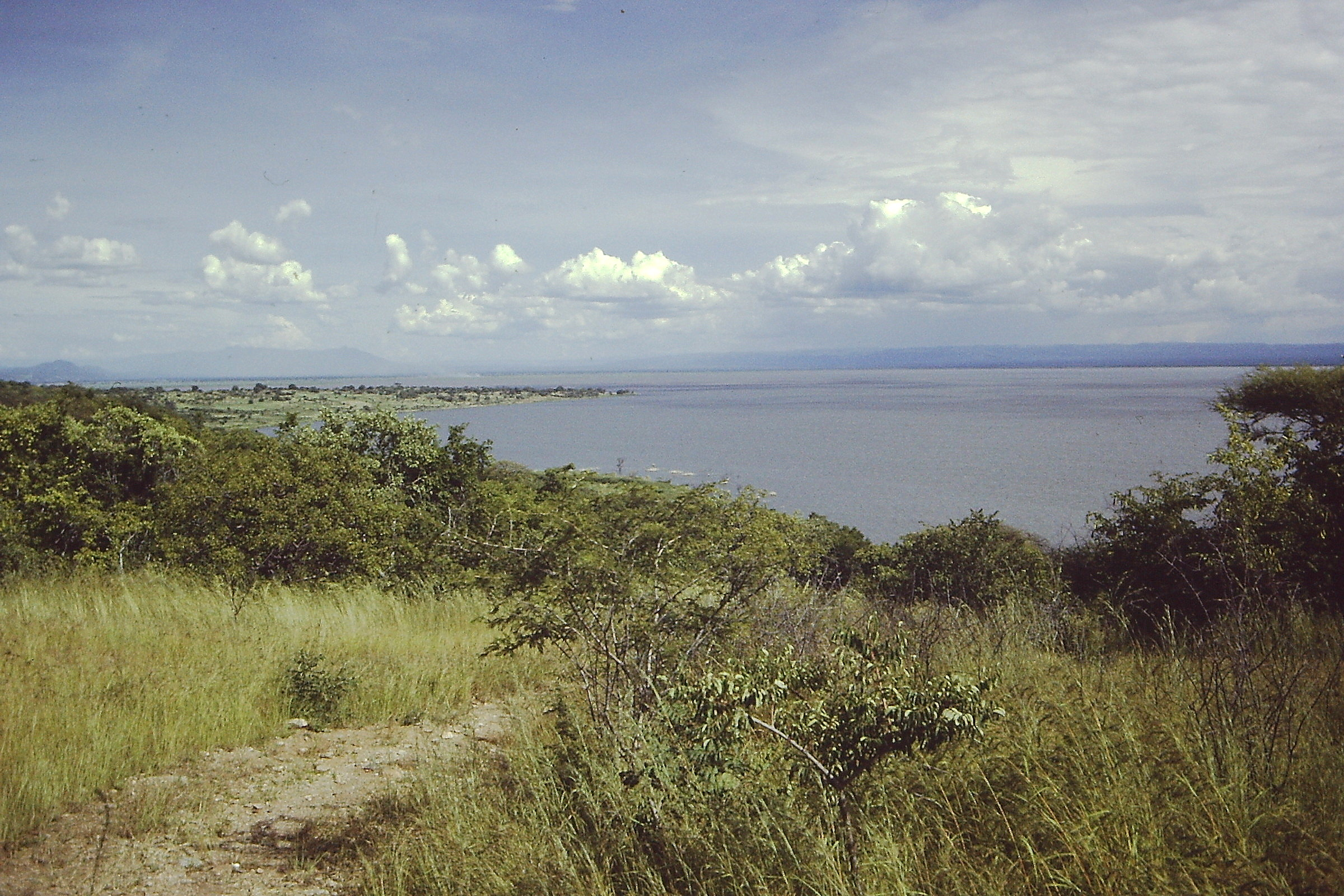
Der Rukwasee

## Geografie
Die Region hat eine Fläche von 27.656 Quadratkilometer und rund 1,3 Millionen Einwohner (Volkszählung 2022). Die Bevölkerungsdichte beträgt 49 Einwohner je Quadratkilometer.
Im Norden von Songwe liegt der Rukwasee in einer Höhe von 800 Meter über dem Meeresspiegel. Von diesem zieht sich der Ostafrikanische Graben durch die Region nach Südosten.

### Klima
Im Tal ist es von Anfang September bis Ende April heiß, kühler von Mai bis Ende August. Die Durchschnittstemperatur liegt bei 25 Grad Celsius. Im Hochland im Süden, in dem auch die Hauptstadt Vwawa auf 1602 Meter Seehöhe liegt, ist es kühler. Hier und in den umliegenden Distrikten liegt die Temperatur bei 20 Grad mit durchschnittlich 1200 Millimeter Niederschlag im Jahr.
|                        | Jan  | Feb  | Mär  | Apr  | Mai  | Jun  | Jul  | Aug  | Sep  | Okt  | Nov  | Dez  |   |      |
| Mittl. Temperatur (°C) | 19,9 | 20,2 | 20,1 | 19,9 | 18,8 | 18   | 17,5 | 18,6 | 20,1 | 21,7 | 21,5 | 20,4 | ⌀ | 19,7 |
| Mittl. Tagesmax. (°C)  | 24,4 | 24,8 | 24,7 | 24,5 | 24,1 | 23,7 | 23,4 | 24,6 | 26,7 | 28,4 | 27,7 | 25,5 | ⌀ | 25,2 |
| Mittl. Tagesmin. (°C)  | 15,5 | 15,7 | 15,6 | 15,3 | 13,5 | 12,3 | 11,6 | 12,6 | 13,6 | 15,1 | 15,4 | 15,3 | ⌀ | 14,3 |
|                        |      |      |      |      |      |      |      |      |      |      |      |      |   |      |
| Niederschlag (mm)      | 219  | 216  | 234  | 159  | 33   | 3    | 1    | 1    | 6    | 33   | 102  | 210  | Σ | 1217 |

| 15,5 |

| 15,7 |

| 15,6 |

| 15,3 |

| 13,5 |

| 12,3 |

| 11,6 |

| 12,6 |

| 13,6 |

| 15,1 |

| 15,4 |

| 15,3 |

| 15,5 |

| 15,7 |

| 15,6 |

| 15,3 |

| 13,5 |

| 12,3 |

| 11,6 |

| 12,6 |

| 13,6 |

| 15,1 |

| 15,4 |

| 15,3 |

### Nachbarregionen
Die Region Songwe grenzt im Süden an die Nordprovinz und die Provinz Muchinga in Sambia und die Northern Region in Malawi. Songwe grenzt auch an die tansanischen Regionen Rukwa und Katavi im Westen, Tabora im Norden und Mbeya im Osten.
| Katavi | Tabora                                      |       |
| Rukwa  | Kompassrose, die auf Nachbargemeinden zeigt | Mbeya |
| Sambia | Malawi                                      |       |

## Geschichte
Die Region Songwe wurde am 29. Januar 2016 aus den westlichen Teilen der Region Mbeya gegründet.

## Verwaltungsgliederung
Die Region wird verwaltungstechnisch in fünf Distrikte unterteilt:
| Distrikt   | Fläche [km2] | davon Wasser | Einwohner 2016 | Einwohner 2022 |
| ---------- | ------------ | ------------ | -------------- | -------------- |
| Ileje      | 1.908        | 0            | 141.589        | 125.869        |
| Mbozi      | 3.302        | 102          | 256.789        | 510.599        |
| Momba      | 5.505        | 351          | 191.976        | 259.781        |
| Songwe     | 15.461       | 608          | 152.103        | 229.129        |
| Tunduma TC | 419          | 0            | 142.943        | 219.309        |

Die Distrikte sind in 94 Gemeinden (Wards) gegliedert, in ihnen gibt es 307 Dörfer (Stand 2018).

## Bevölkerung
Der Großteil der Bevölkerung lebt auf dem Land, nur 21 Prozent leben in Städten. 46 Prozent der Einwohner der Region sind jünger als 15 Jahre, nur 3 Prozent sind älter als 65. Die größten ethnischen Gruppen in Songwe sind die Nyiha, Nyamwanga, Bungu and Ndali.
| Die wichtigsten Wirtschaftszweige in der Region Songwe sind Landwirtschaft und Fischerei. | Hier fehlt eine Grafik, die leider im Moment aus technischen Gründen nicht angezeigt werden kann. Wir arbeiten daran! |

### Bergbau
Im Distrikt Songwe wird seit dem Jahr 2012 Gold abgebaut. Die Firma Shanta Gold produzierte im Jahr 2016 fast 2,5 Tonnen Gold.

### Fischerei
Fischerei wird hauptsächlich im Rukwasee betrieben. In der Saison 2016/2017 wurden 103 Tonnen Fisch gefangen.

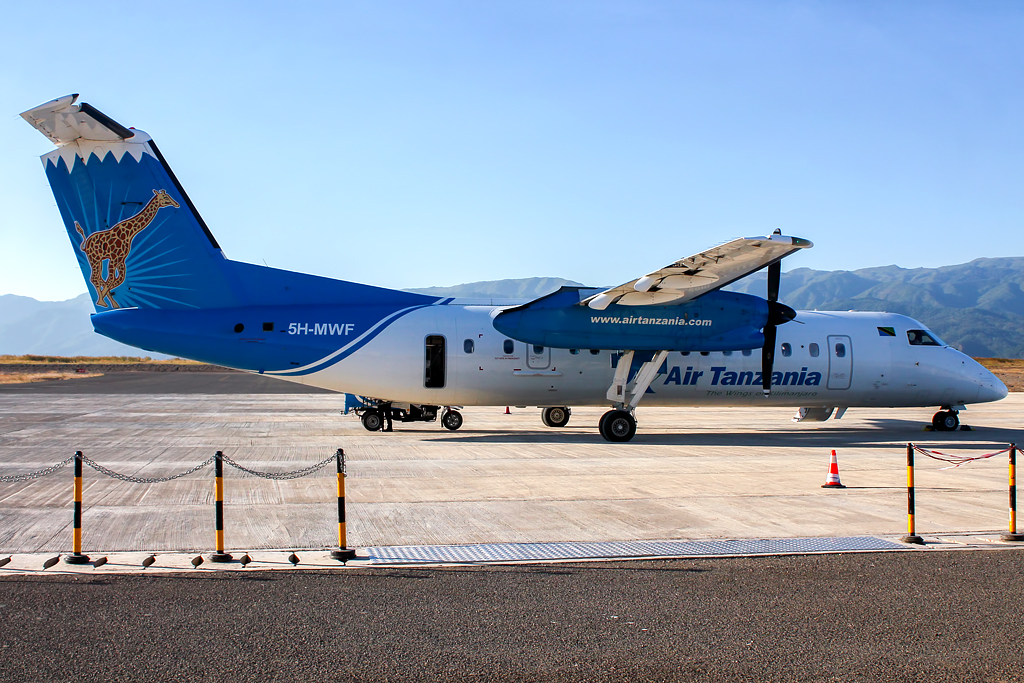
Flughafen Songwe

### Infrastruktur
- Eisenbahn: Die TAZARA Eisenbahnlinie verläuft durch die Region und hat einen Bahnhof in Vwawa, bevor sie über Tunduma nach Sambia führt.[16]
- Straße: Durch den Süden der Region verläuft die Nationalstraße T1, die Daressalam mit Sambia verbindet. Von dieser zweigt bei der Grenzstadt Tunduma die Nationalstraße T9 nach Nordwesten nach Mpanda ab.[17]
- Flughafen: Vom Flughafen Songwe gibt es Direktflüge nach Daressalam.[18]

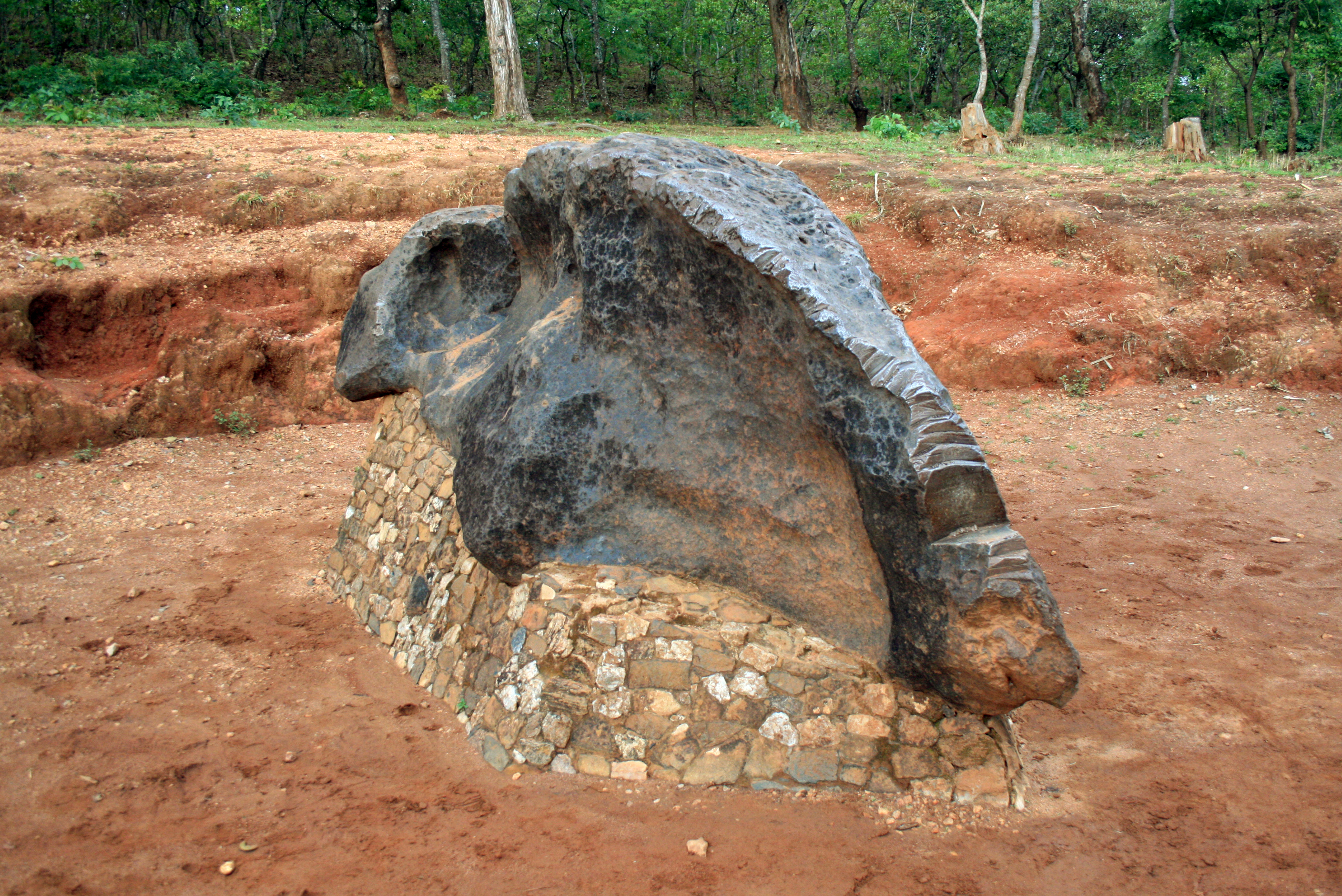
Mbozi Meteorit

## Naturschutzgebiete, Sehenswürdigkeiten
- Uwanda-Wildreservat: Das 4100 Quadratkilometer große Reservat wurde 1974 gegründet. Es liegt an der Grenze zur Region Rukwa und umfasst weite Teile des Rukwasees, in dem viele Krokodile leben. Am Ufer findet man Antilopen, Giraffen und Elefanten, vor allem aber über 400 Vogelarten.[19]
- Mbozi Meteorit: Der 3 Meter lange, 1 Meter hohe und 25 Tonnen schwere Meteorit zählt zu den größten bisher auf der Erde gefundenen Meteoriten. Die Fundstelle liegt 12 Kilometer östlich der Hauptstadt Vwawa und war den Bewohnern schon lange bekannt. Im Jahr 1930 wurde er offiziell entdeckt.[20][21][22]